# Danh sách pháo hỗ trợ bộ binh
Pháo hỗ trợ bộ binh là các loại pháo được dùng để hỗ trợ trực tiếp cho lực lượng bộ binh dùng để bắn trực diện. Chúng sử dụng nhiều loại đạn khác nhau thường là các loại đạn công phá, đạn HE và được cung cấp đạn bởi các đơn vị bộ binh riêng lẻ. Hầu hết loại pháo này được thiết kế nhẹ dễ dàng được bộ binh mang đi bằng tay.

## Pháo hỗ trợ bộ binh
| Cỡ nòng (mm) | Tên pháo | quốc gia sản xuất | Giai đoạn thiết kế-sản xuất     |
| ------------ | --- | ----------------- | ------------------------------- |
| 37 mm        | Canon d'Infanterie de 37 modèle 1916 TRP | Pháp              | Thế chiến I                     |
| 37 mm        | Type 11 infantry gun(pháo hỗ trợ bộ binh mẫu 11) | Nhật Bản          | Thế chiến II                    |
| 37 mm        | 37-mm trench gun M1915(pháo hỗ trợ bộ binh để hầm 37-mm M1915)                                                                                        | Nga               | Thế chiến I                     |
| 38 mm        | Hughes Breech-loading cannon(pháo tự hành xung kích giật nòng lên đạn Hughes)                                                                         | Mỹ                | Nội chiến nước Mỹ               |
| 40 mm        | 1.59 inch Breech-Loading Vickers Q.F. Gun, Mk II(pháo tự hành xung kích giật nòng lên đạn Vickers Q.F.) (tên phổ biến "pháo tự động Vickers-Crayford" | Anh               | Thế chiến I                     |
| 65 mm        | Cannone da 65/17 modello 13 | Ý                 | Thế chiến I                     |
| 70 mm        | Cannone da 70/15 | Ý                 | Thế chiến I                     |
| 70 mm        | Type 92 battalion gun | Nhật Bản          | Thế chiến II                    |
| 75 mm        | 75 mm Schneider-Danglis 06/09 | Hy Lạp            | Thế chiến I                     |
| 75 mm        | Bofors 75 mm L/20 | Thụy Điển         | Giai đoạn giữa hai cuộc chiến   |
| 75 mm        | Cannone da 75/27 modello 11 | Ý                 | Thế chiến I                     |
| 75 mm        | Škoda 75 mm Model 1928 | Tiệp Khắc         | Thế chiến II                    |
| 75 mm        | Škoda 75 mm Model 1936 | Tiệp Khắc         | Thế chiến II                    |
| 75 mm        | Škoda 75 mm Model 1939 | Tiệp Khắc         | Thế chiến II                    |
| 75 mm        | leIG 18 | Đức Quốc xã       | Thế chiến II                    |
| 75 mm        | leIG 18 F | Đức Quốc xã       | Thế chiến II                    |
| 75 mm        | IG 37 | Đức Quốc xã       | Thế chiến II                    |
| 76 mm        | 76 mm Canon de 76 Fonderie Royale des Canons | Bỉ                |                                 |
| 76.2 mm      | QF 12 pounder 8 cwt - pháo hải quân đặt trên đất liền                                                                                                 | Anh               | những năm 1890 - những năm 1910 |
| 76.2 mm      | 7.62 cm Infanteriegeschütz L/16.5 | Đế chế Đức        | Thế chiến I                     |
| 76.2 mm      | 76-mm regimental gun M1927 | Liên Xô           | Thế chiến II                    |
| 76.2 mm      | 76-mm regimental gun M1943 | Liên Xô           | Thế chiến II                    |
| 77 mm        | 7.7 cm Infanteriegeschütz L/20 | Đế chế Đức        | Thế chiến I                     |
| 77 mm        | 7.7 cm Infanteriegeschütz L/27 | Đế chế Đức        | Thế chiến I                     |
| 105mm        | Skoda 105 mm Model 1939 | Tiệp Khắc         | Thế chiến II                    |
| 150 mm       | 15 cm sIG 33 | Đức Quốc xã       | Thế chiến II                    |
| 150 mm       | Skoda 150 mm Model 1918 | Áo-Hung           | Thế chiến I                     |

## Pháo tự hành xung kích
Pháo hỗ trợ bộ binh tự hành được đặt tên là pháo tự hành xung kích là các loại pháo hỗ trợ bộ binh trong chiến tranh thế giới thứ hai dùng để bắn trực diện hay làm lựu pháo, được gắn trên khung các loại xe thiết giáp dùng để hỗ trợ bộ binh là chính. Các loại pháo này thường được lắp phía trước thân xe và được bọc giáp nặng phía trước.
| Cỡ nòng (mm) | Tên pháo                                         | quốc gia sản xuất | Giai đoạn sản xuất      |
| ------------ | ------------------------------------------------ | ----------------- | ----------------------- |
| 47 mm        | Semovente 47/32                                  | Ý                 | Thế chiến II            |
| 57 mm        | ASU-57                                           | Liên Xô           | Chiến tranh Lạnh (1951) |
| 75 mm        | StuG III                                         | Đức Quốc xã       | Thế chiến II            |
| 75 mm        | StuG IV                                          | Đức Quốc xã       | Thế chiến II            |
| 76.2 mm      | SU-76                                            | Liên Xô           | Thế chiến II (1942)     |
| 76.2 mm      | SU-76i                                           | Liên Xô           | Thế chiến II (1943)     |
| 85 mm        | ASU-85                                           | Liên Xô           | Chiến tranh Lạnh        |
| 96 mm        | Xe tăng hạng nặng Tortoise (A39)                 | Anh               | Thế chiến II            |
| 100 mm       | SU-100                                           | Liên Xô           | Thế chiến II (1944)     |
| 105 mm       | StuH 42                                          | Đức Quốc xã       | Thế chiến II            |
| 114 mm       | BT-42                                            | Phần Lan          | Thế chiến II            |
| 122 mm       | SU-122                                           | Liên Xô           | Thế chiến II            |
| 122 mm       | ISU-122                                          | Liên Xô           | Thế chiến II (1943)     |
| 150 mm       | Sturmpanzer IV                                   | Đức Quốc xã       | Thế chiến II            |
| 150 mm       | 15 cm sIG 33 (Sf) auf Panzerkampfwagen I         | Đức Quốc xã       | Thế chiến II            |
| 150 mm       | 15 cm sIG 33 auf Fahrgestell Panzerkampfwagen II | Đức Quốc xã       | Thế chiến II            |
| 150 mm       | 15 cm sIG 33/1 lắp ráp trên thân Panzer III      | Đức Quốc xã       | Thế chiến II            |
| 150 mm       | 15 cm sIG 33 (Sf) auf Panzerkampfwagen 38(t)     | Đức Quốc xã       | Thế chiến II            |
| 152 mm       | SU-152                                           | Liên Xô           | Thế chiến II (1943)     |
| 152 mm       | ISU-152                                          | Liên Xô           | Thế chiến II (1943)     |
| 380 mm       | Sturmtiger                                       | Đức Quốc xã       | Thế chiến II            |